# Puerto General San Martín
Puerto General San Martín è una cittadina argentina del dipartimento di San Lorenzo, nella provincia di Santa Fe. Situato lungo le rive del Paraná, è uno dei più importanti centri industriali e portuali dell'agglomerato della Grande Rosario.

## Geografia
Puerto General San Martín è situata lungo la sponda destra del fiume Paraná a 27 km a nord dal centro di Rosario. La cittadina costituisce l'estrema appendice nord della conurbazione rosarina.

## Storia
La nascita della città è legata all'immigrato britannico William Kirk che nel 1888 inviò al governo provinciale di Santa Fe la richiesta per fondare sulle sue terre un nuovo insediamento. Le autorità approvarono il progetto il 14 febbraio dell'anno successivo, tuttavia la città non fu costruita nel sito pianificato e Kirk fece ritorno in Gran Bretagna nel 1898.

## Infrastrutture e trasporti

### Strade
La principale via d'accesso alla cittadina è l'autostrada Rosario-Santa Fe. Il centro di Puerto General San Martín è unito alla strada nazionale 11 dalla strada nazionale 175, lunga appena 3 km.